# Jacob Jan Cremer
Jacob Jan Cremer, född 1 september 1827, död 5 juni 1880, var en nederländsk författare.
Cremer skrev romaner och noveller, bland vilka särskilt Betuwsche novellen (1852-1855) och Over-Betuwsche novellen (1856-1877) blev mycket populära under hans samtid.